# トンカム
トンカム（Tonkam）とは、フランスにおける日本の漫画やアニメを取り扱う出版社。フランスでの名称は『ÉDITIONS TONKAM』。

## 歴史

### 設立前
トンカムを設立したドミニク・ベレは、1979年に離婚した前妻との苦い思い出や仕事でのストレスから逃れるためタイの格闘技ムエタイに傾倒した。そしてムエタイを切っ掛けにタイに渡り、さらにアジア各国を旅行したことで、アジアの漫画を仕事にしたいと考えるようになった。ドミニクは元々フランスにおける本の販売やバンド・デシネ（ヨーロッパの漫画）に携わった経験があり、これが後のトンカム設立の切っ掛けとなった。

### 設立
1985年にフランス共和国のセーヌ＝サン＝ドニ県モントルイユに店舗としてドミニクとその恋人のシルビーの2人で開設された。開設された当初の店の名前は『オリパン・キャシドン』といい、ドミニクが好きな1960年代の西部劇を舞台としたアメリカンコミックのキャラクターの名前をフランス語読みしたものだった。初期はフランスやベルギーのバンド・デシネを中心に扱っていた。
1987年に店の屋号を『トンカム』に変更した。このトンカムという名称は、ドミニクがムエタイに傾倒してタイを訪れた際に寺院で僧侶に「トングクラム」（タイ語で『財産』の意）つけてもらった名前が由来である。この「トングクラム」をフランス語風に変えて「トンカム」となったのである。
1989年にパリのバスティーユにある店をシルビーの両親が経営していた文具店に店舗を移転した。これは、シルビーの両親の文具店の経営状態が悪く、経営回復のためのテコ入れという理由があった。その後、シルビーの親族を従業員として雇用しながら徐々に店に関わる人数が増えていった。
バスティーユに移転した後は、アメリカンコミックの販売を始めた。他の店舗に比べて値段が安かったため人気が出た。またアメリカンコミックの仕入れを通じ、英語版の日本の漫画の輸入も始めた。
そしてオリジナルの日本語版の日本の漫画を直接日本から仕入れることを決め、ドミニクは1991年来日する。そして、日本の問屋や漫画専門店を通じて仕入れを行い、フランスで販売する形態を確立した。また、ドミニクは、日本の漫画やアニメの作品をフランスに紹介するため専門誌『ツナミ』を創刊した。後に雑誌コードを取得したが、業績が振るわず休刊した。

### 翻訳・出版事業の開始
1994年に日本のアニメや漫画の翻訳・出版を始めた。これをフランスで行ったのはグレナに次いで2番目だった。初めて手がけた作品は桂正和の「電影少女」だった。なお、トンカムで出版される日本の漫画は全て日本で刊行されている漫画と同じサイズで右開きである。
その年の末にはアニメのビデオ販売を開始した。しかし、このビデオ販売事業は、フランのアニメビデオ業界が様々な要因で混乱したため上手く行かなかった。
1997年にはフランス初のコスプレ・コンテストを開催。
2001年、会社の経営を任せていた義理の姉夫婦と経営方針の違いから衝突し、ドミニク・ベレがトンカムを去り、編集プロダクションを立ち上げてデルクール社のマンガ出版に携わるようになった。
2005年にデルクールに買収され子会社となる。
2013年末に吸収合併された。
会社は無くなったが、「デルクール・トンカム」というマンガコレクションレーベルとなり、トンカムの編集長だったパスカル・ラフィンヌが出版に携わっている。

## 主な出版タイトル
- いちご100%
- アオのハコ[4]

## 関連書籍
- 清谷信一「ル・オタク フランスおたく物語」（講談社）